# Claudio Gugerotti
Claudio Gugerotti (* 7. října 1955, Verona) je italský římskokatolický duchovní, titulární arcibiskup a diplomat Sv. Stolce. Dne 4. července 2020 jej papež František jmenoval apoštolským nunciem ve Spojeném království Velké Británie a Severního Irska.. Dne 21. listopadu 2022 jej papež František jmenoval prefektem Dikasteria pro východní církve. 